# 천동로
천동로(Cheondong-ro)는 전북특별자치도 장수군 천천면 오연삼거리에서 진안군 동향면 대야삼거리를 잇는 도로이다

## 주요 경유지
전북특별자치도
- 장수군 (천천면) - 진안군 (동향면)

## 노선
| 이름          | 접속 노선                   | 소재지 | 소재지 | 비고 |
| ------------- | --------------------------- | ------ | ------ | ---- |
| 오연삼거리    | 국도 제26호선 (진장로)      | 장수군 | 천천면 |      |
| 오봉교        |                             | 장수군 | 천천면 |      |
| 오봉교삼거리  | 지방도 제742호선 (옥자동길) | 장수군 | 천천면 |      |
| 대야사거리    | 진향로                      | 진안군 | 동향면 |      |
| 대야교        |                             | 진안군 | 동향면 |      |
| 진성로와 직결 |                             |        |        |      |